# Жизнь в вопросах и восклицаниях
Жизнь в вопросах и восклицаниях — рассказ Антона Павловича Чехова. Впервые опубликован в 1882 году в журнале «Будильник» № 9 с подписью Антоша Чехонте.

## Сюжет
Рассказ состоит из шести абзацев, описывающих жизнь человека от детства до старости. Отличительной чертой является использование автором исключительно вопросительных и восклицательных предложений длиной примерно в 3–5 слов.

Займите пять рублей! В Salon! Господа, светает! Я её бросил! Займите фрак! Жёлтого в угол! Я и так уже пьян! Умираю, доктор! Займи на лекарство! Чуть не умер! Я похудел? К Яру, что ли? Стоит того! Дайте же работы! Пожалуйста! Эээ… да вы лентяй! Можно ли так опаздывать? Суть не в деньгах! Нет-с, в деньгах! Стреляюсь!! Шабаш! Чёрт с ним, со всем! Прощай, паскудная жизнь! Впрочем… нет! Это ты, Лиза?— «Жизнь в вопросах и восклицаниях»
Между 20 и 30 годами